# 노사발전재단

노사발전재단 로고

노사발전재단(勞使發展財團)은 2006년 노사정위원회의 합의를 통해 2007년에 4월 5일에 설립된 기타공공기관이다. 노사발전재단은 상생의 노사협력을 기반으로 기업의 다양한 혁신활동을 지원하고, 일자리창출, 고용차별개선, 중장년일자리지원, 국제노동교류협력 등 원스톱-풀(Full) 서비스를 제공하는 고용노동 전문기관이다. 서울특별시 마포구 마포대로 130, 6,8,10층 (공덕동, 별정우체국연금관리단빌딩)에 있다

## 주요기능 및 역할
- 노사공동사업을 통한 노사자율의 상생의 노사관계 발전
- 노사공동의 고용안정, 전직지원, 노사관계 관련 업무 전문적 수행
- 우리나라와 외국의 노사관계제도 및 관행에 대한 국제적 상호 이해 촉진과 민간노동외교 활성화

## 연혁
- 2006년 11월 30일: 한국노총 위원장 한국경총 회장 노동부장관 노사정위원회 위원장, 『노사관계 패러다임 전환을 위한 노사주도의 정책사업 추진 및 노사발전재단 설립』합의
- 2007년 3월 20일: 국제노동재단 이사회, '노사발전재단'으로 명칭 변경 등 정관개정, 한국노총 위원장 이용득, 한국경총 회장 이수영, 대한상의 회장 손경식, 전 국제노동재단 이사장 박인상 등 4인을 초대 공동이사장으로 선출
- 2007년 4월 5일: 노사발전재단 제1회 이사회 개최, 제1대 안영수 사무총장 취임
- 2007년 5월 9일: 서울 영등포구 여의도동 25-12 신송센터빌딩 9층에 사무국 개설, 1사무총국 4개팀 총 21명으로 업무시작
- 2007년 6월 25일: 국무총리 노동부 기획예산처장관 등 정부요인, 강재섭 한나라당 대표 등 각 정계인사, 노사정기관단체장 참석리에 재단 출범식 개최
- 2008년 5월 8일: 한국노총 장석춘 위원장 공동이사장 취임
- 2008년 9월 2일: 제2대 김용달(전 한국산업인력공단 이사장) 사무총장 취임
- 2008년 3월 3일: 제3대 문형남 사무총장 취임
- 2011년 3월 21일: 노사발전재단, 국제노동협력원, 노사공동 전직지원센터 통합
- 2012년 1월 31일: 기획재정부장관이 기타공공기관으로 지정[1]
- 2014년 4월 2일: 제4대 엄현택 사무총장 취임
- 2014년 9월 16일: 국제노동센터 신설
- 2017년 4월 3일: 제5대 이정식 사무총장 취임
- 2017년 4월 5일: 노사발전재단 창립 10주년
- 2020년 4월 21일: 제6대 정형우 사무총장 취임
- 2021년 4월 2일: 재단 2025 新중장기 경영전략체계 및 비전 선포
- 2021년 5월 28일: 재단 영문명칭 변경(KLF → KLES: Korea Labor and Employment Service))
- 2023년 3월 17일: 제7대 김대환 사무총장 취임
- 2025년 4월 21일: 제8대 박종필 사무총장 취임

## 관련 법률
- 노사관계발전지원에 관한 법률(제정 2010.5.25 법률 제10318호)